# Canari (ocell)
El canari (Serinus canaria) és un petit ocell cantador o moixó, de cant similar al de la cadernera, membre de la família Fringillidae, a la qual pertany també el pinsà. És originari de les Illes Canàries, d'on prové el seu nom, de Madeira i de les Açores.
El canari salvatge és d'un color groc verdós amb un to marronós al dors, i té una llargada d'uns 13 cm, amb una envergadura d'ales de 20 a 23 cm i un pes de 15 a 20 g, i és aproximadament un 10% més gran, més llarg i amb menys contrast que el seu parent, el gafarró (Serinus serinus). El seu hàbitat són àrees semi-obertes com ara les hortes i les arbredes, on construeix nius als arbusts o arbres fins als 1.500 m d'altitud.
La seva població es considera estable, amb les xifres següents:
- Açores: de 30 a 60.000 parelles.
- Illes Canàries: de 80 a 90.000 parelles.
- Madeira: de 4 a 5.000 parelles.

## Història de la domesticació del canari
Els canaris es van començar a criar en captivitat al segle xvii, a partir d'exemplars que els mariners espanyols van introduir a Europa. Els monjos van començar a criar-los, però, atès que només en venien els mascles, que són els que refilen, els canaris escassejaven i el seu preu va començar a augmentar. Finalment, els italians van aconseguir femelles i van començar a criar els ocells pel seu compte, fent-los molt populars i provocant-ne l'aparició de moltes varietats i la seva cria generalitzada per tot Europa. Avui dia, moltes llars tenen un o més canaris engabiats per tal de fruir del seu refilet.
Aquests ocells es van utilitzar amb regularitat per a la detecció de monòxid de carboni o metà en les mines de carbó; uns quants canaris (o també altres petits ocells amb un metabolisme ràpid) s'introduïen a les noves galeries i, si deixaven de refilar o morien, significava que la galeria contenia gasos tòxics. Al Regne Unit, aquesta pràctica no es va deixar d'utilitzar fins al 1986.
Durant la dècada de 1940 i 50 sorgeix per hibridació el Canari Llarguet, originari de Borriana o alguna localitat pels volts de la Plana de Castelló.

## Selecció artificial
Des del segle xvii, i partint d'exemplars silvestres de plomatges amb colors gris-bruns a la part superior i groc-verdosos a la cara i parts inferiors, una perllongada i intensa selecció artificial dels criadors de tot el món va redundar en la creació d'un significatiu nombre de races, les que, atenint-nos a l'objectiu per al qual van ser dissenyades, els canaricultors les solen dividir en 3 grans grups: canaris de cant, canaris de color, i canaris de forma. El pacient encreuament selectiu ha donat origen als colors vius coneguts avui dia, entre els quals trobem el blanc pur, crema pàl·lid, marró, àgata, daurat, groc brillant, taronja, taronja-verdós, coure, vermell, negre o mosaic negre-marró, pastís, opalí, setí, gris, topazi, ònix, cobalt, jaspiat, etc. Mitjançant la combinació d'aquests colors, es generen centenars de colors de plomatges possibles.

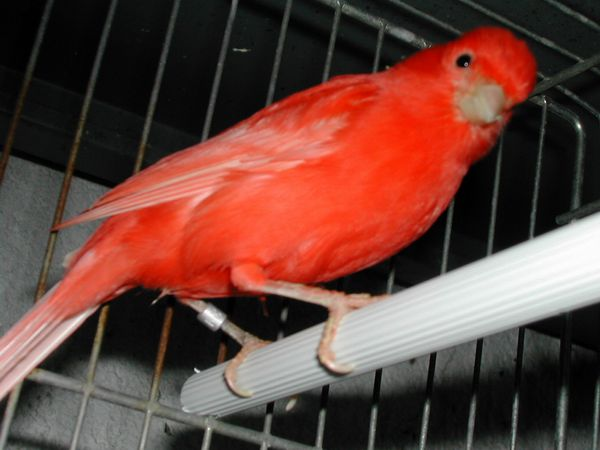
Canari amb lipocroma vermell intens.

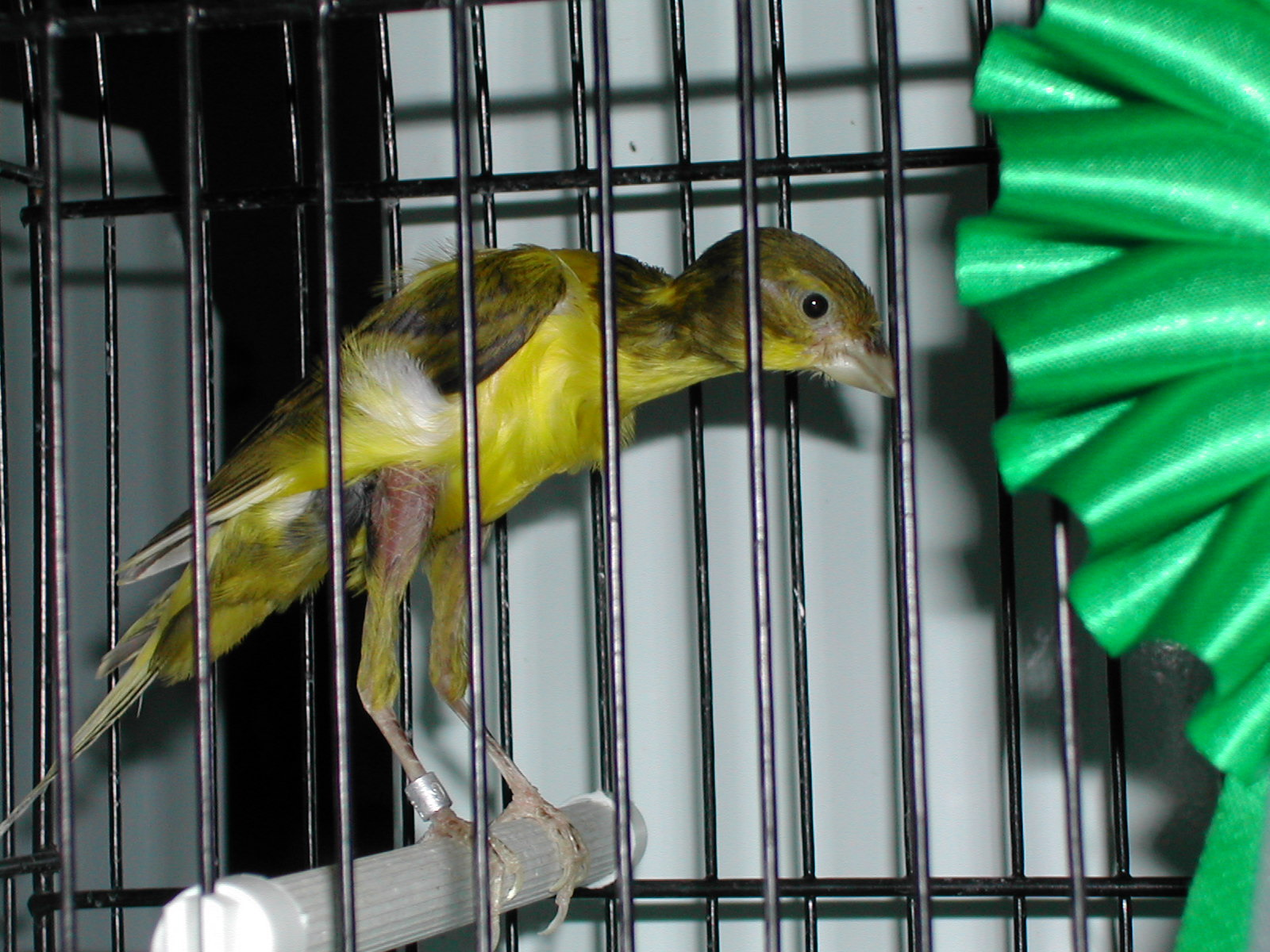
Canari gibber itàlic.

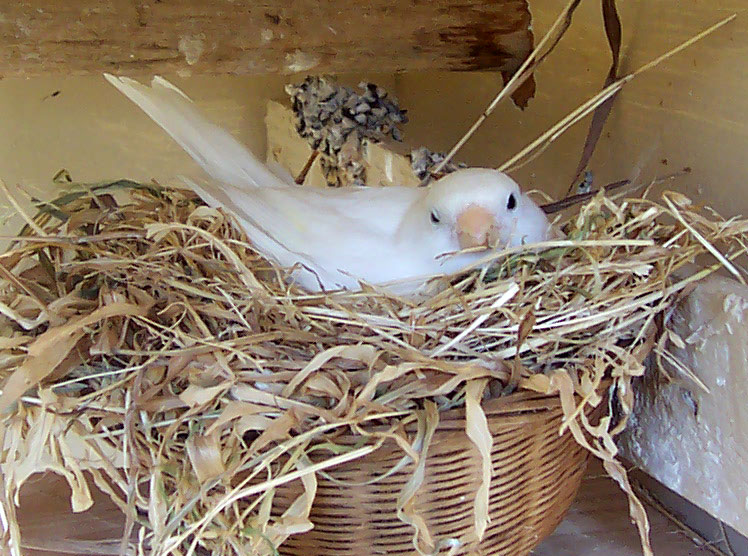
Canari en el seu niu.

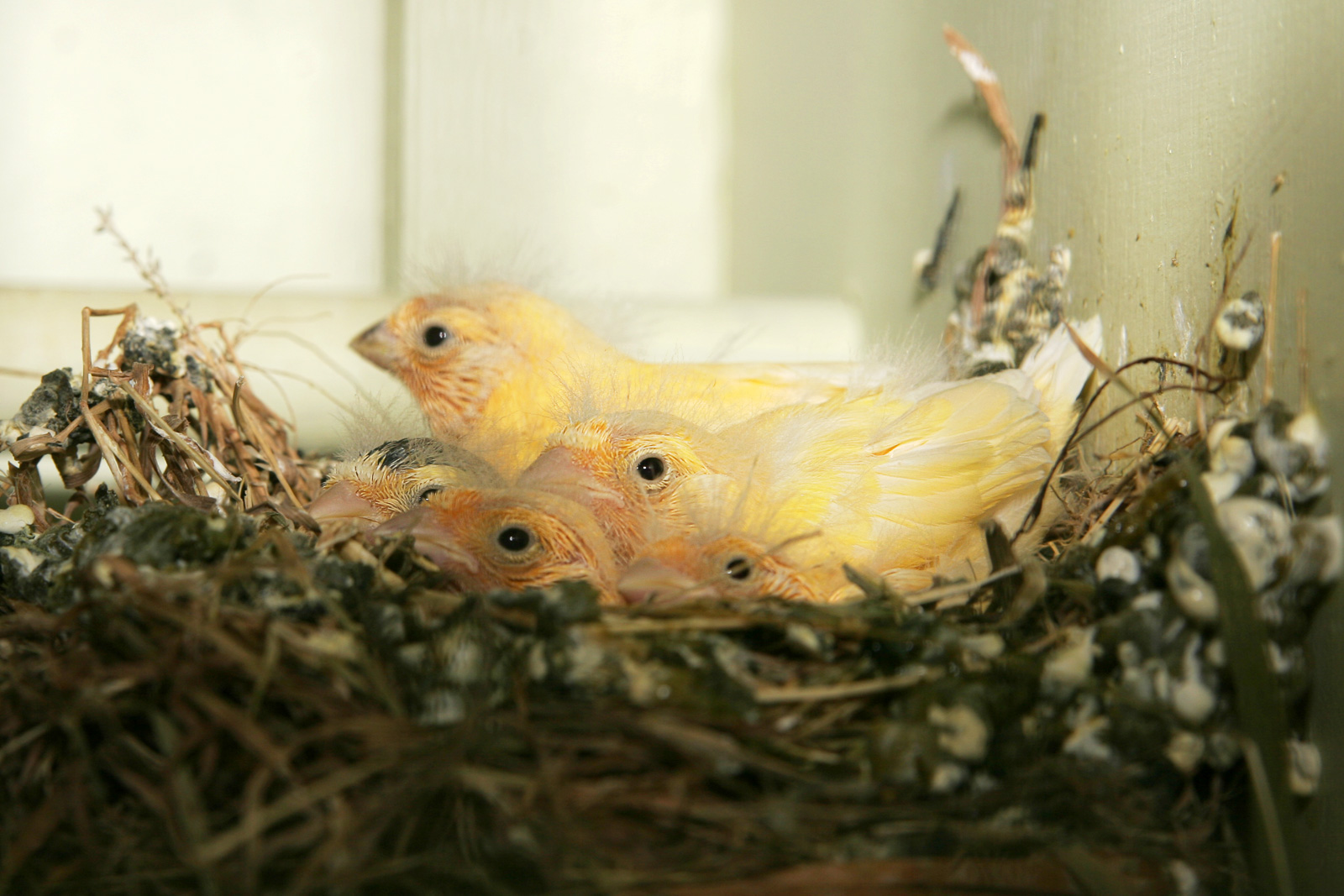
Colomins de canari en el niu.

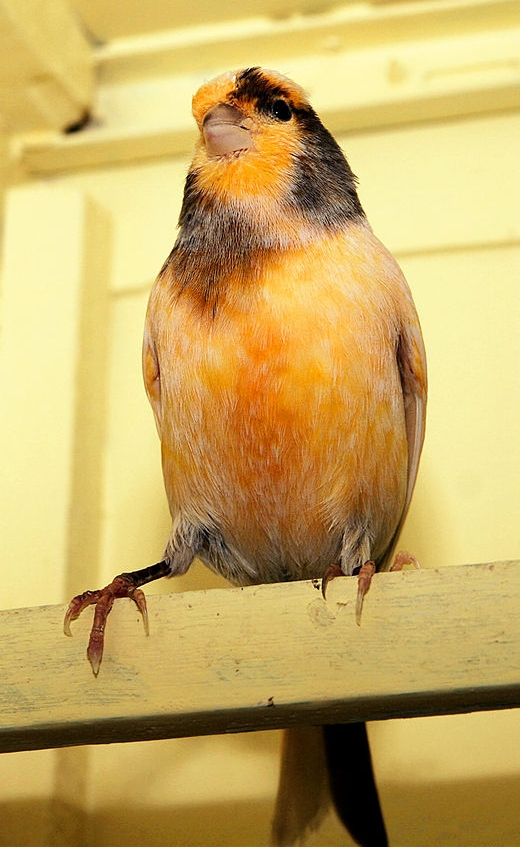
Canari clapejat.

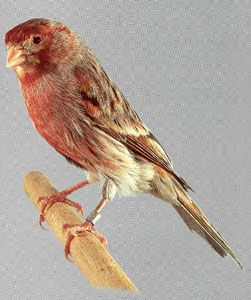
Canari jaspiat.

## Descripció
El canari silvestre és de colors bruns a la part superior i groc verdós a la cara i parts inferiors. És més gran i té menys contrast que altres ocells de la mateixa família, com el gafarró, i el seu plomatge és més gris i marró. Arriba fins als 13 cm de longitud. La seva esperança de vida en estat salvatge sol ser d'entre 5 i 10 anys, com a màxim.
Encara que els canaris silvestres són de tons apagats, des del segle xvii s'ha creuat selectivament aquesta espècie en captivitat, donant origen als colors vius coneguts avui dia (blanc, taronja, coure, groc, etc.) Presents en els canaris domèstics. De fet, el canari vermell va ser el primer animal creat mitjançant selecció genètica, introduint els tons vermells en el plomatge mitjançant l'encreuament amb el cardenalet.

## Distribució
El canari és endèmic de les illes Canàries, Açores i Madeira, a la regió de la Macaronèsia, a l'est de l'oceà Atlàntic. A les illes Canàries, és abundant a Tenerife, La Gomera, La Palma i El Hierro, però més local a Gran Canària, i rar a Lanzarote i Fuerteventura. És comú a Madeira igual que a Porto Santo i a les illes Desertes, s'ha registrat a les illes Salvatges. A les Açores és abundant a totes les illes.

## Hàbitat
Habita en una àmplia varietat d'ecosistemes, des de boscos de pi i llorer fins a dunes de sorra. És més comú en àrees semiobertes amb arbres petits, com ara horts i bosquets. Es dona freqüentment en hàbitats creats per l'home, com ara parcs i jardins. Es troba des del nivell del mar fins a almenys una altitud de 760 m a Madeira, fins a 1.100 m a les Açores, i per sobre dels 1.500 m a les illes Canàries.

## Alimentació
En llibertat el canari s'alimenta a terra o entre la vegetació baixa, en general ho fa en esbarts. La seva dieta es compon principalment de llavors, com ara les de les males herbes, les de poàcies i fruits. També s'alimenta d'altres parts vegetals i de petits insectes. En captivitat el seu aliment es compon de llavors, verdures (enciam, carlota, bròquil) i fruita (poma). També és important, sobretot per als neonats, administrar pa amb llet i pasta de cria. A més necessiten aigua fresca cada dia. El canari s'alimenta d'una barreja de llavors, especialment d'escaiola i mill, acceptant a més, herbes silvestres com la dent de lleó, verdures com l'enciam, el bròquil, cols de Brussel·les i la pastanaga ratllada, i fruites com la poma. Durant la muda, hi ha un suplement comercial específic per a aquesta època el qual se li ha d'afegir a la barreja de costum. Durant la reproducció, una bona nutrició és essencial. S'ha de complementar amb ou de gallina, gelatina, pa ratllat, o trossos de galetes. També os de sípia, per proporcionar el calci necessari per a una correcta formació en l'abdomen de les femelles de les closques dels ous. Durant l'alimentació dels colomins se li aporten insectes vius, i una dieta tova rica en proteïnes, juntament amb llavors germinades. Necessita permanentment comptar amb aigua fresca per beure, la qual s'ha de canviar cada dia.

## Manteniment en captivitat
Per la bellesa del seu plomatge, l'estranyesa de les seves formes, i en especial per la qualitat del seu cant, l'ús de canaris domèstics com a mascotes és una tradició que es manté durant segles, fent que el seu cant sigui part del paisatge acústic de gairebé totes les ciutats del món. És una au alegre i dòcil. Només els mascles presenten algunes disputes territorials durant l'època reproductiva
S'han de tallar les ungles perquè sinó es pot fer mal. També és important mantenir l'animal en una gàbia neta i desinfectada, per això cal netejar-la sovint i utilitzar productes desinfectants especialitzats en aus per a evitar la propagació de bacteris i paràsits. La gàbia ha d'estar en llocs d'ombra i secs on la llum solar no doni amb molta intensitat. S'han d'evitar també els canvis bruscos de temperatura, ha de ser un lloc sec, fresc i protegit de temperatures extremes de fred o calor, i de corrents d'aire. Una mica de sol tot l'any serà del seu gust, encara que en algunes regions càlides pot arribar a morir si roman en llocs assolellats sense una ombra filtrada. Ha de disposar d'un recipient per banyar-se. Un cop per setmana s'ha de netejar el fons de la gàbia perquè no emmalalteixi. Si se li aporta un niu obert, el canari preferirà dormir-hi.
Una manera de controlar l'estat sanitari dels canaris domèstics és observar el color de les seves deposicions, havent de ser la matèria fecal d'un negre nítid, i l'orina, després d'assecar-se, d'un blanc os.

## Reproducció
És difícil determinar el sexe dels canaris pel seu aspecte, la intensitat del color, o pel seu comportament. Una dada clau és que la majoria dels mascles canten i la majoria de les femelles no ho fan. En aproximar-se la primavera és possible observar alguns canvis físics que es presten com a ajuda. L'abdomen de la femella es torna més arrodonit.

### Reproducció en llibertat

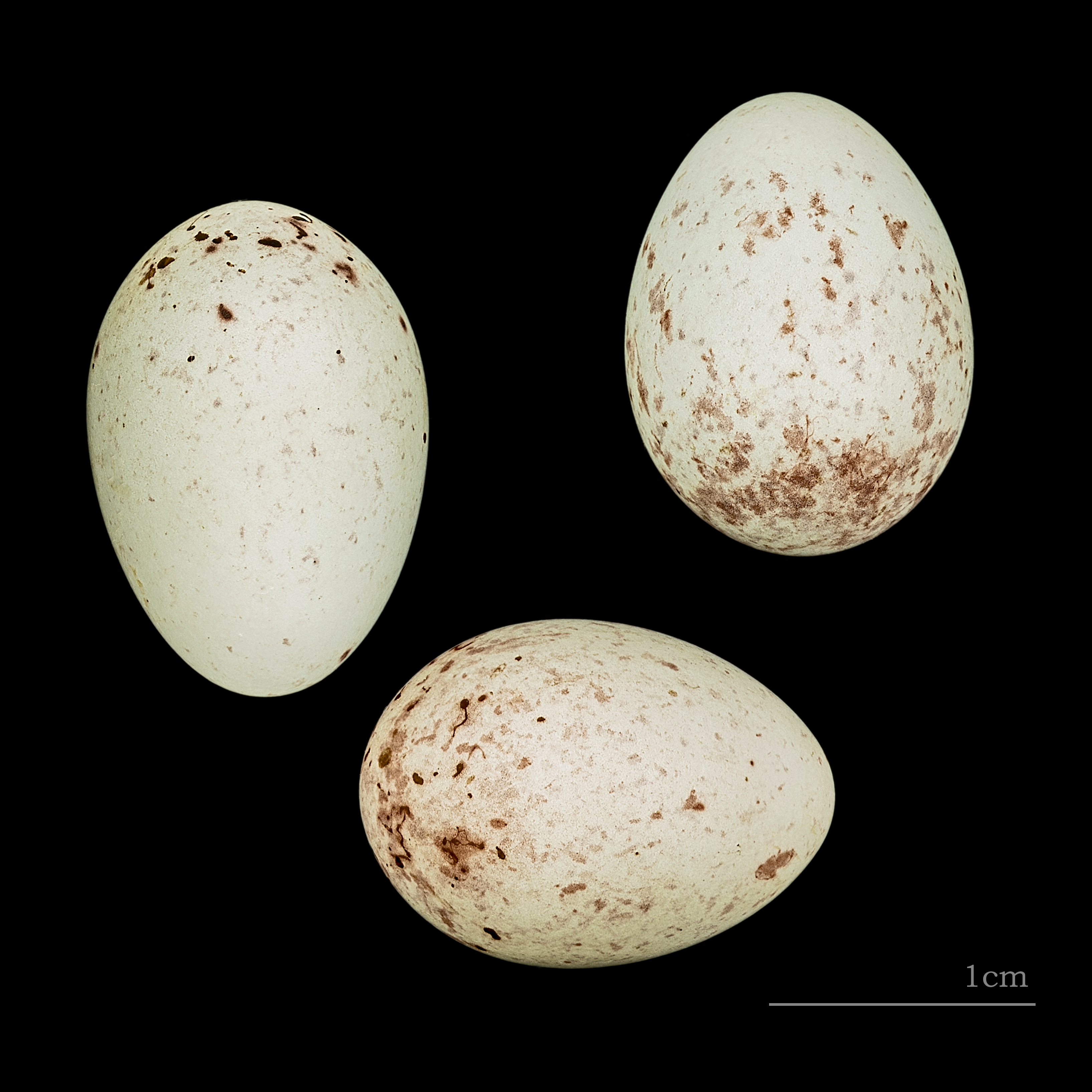
Serinus canaria canaria

El canari és una au gregària que sovint nia en grups, amb cada parella defensant un territori petit. El niu és en forma de copa, i el construeixen sobre un arbre o arbust a una alçada superior a 160 cm del terra, més sovint a entre 3 a 4 m. Està ben amagat entre les fulles, sovint a l'extrem d'una branca. Està fet de fibres vegetals, herba, molsa i altres materials de plantes, i folrat amb materials suaus, com pèls i plomes. Els ous són dipositats entre gener i juliol a les illes Canàries, de març a juny, amb un pic d'abril i maig, a Madeira, i de març a juliol, amb un pic de maig i juny, a les Açores. Són de color blau pàl·lid o blau-verd amb taques violeta o vermelloses concentrades en l'extrem menys en punta. Cada niuada conté de 3 a 5 ous, aconseguint produir amb èxit una mitjana de 2 a 3 cries per any. Els ous s'incuben durant de 13 a 14 dies i els pollets abandonen el niu després de 14 a 21 dies, amb més freqüència després de 15 a 17 dies.

### Reproducció en captivitat
En general, en el canari domèstic s'activa el desig de reproduir-se quan la longitud del dia ronda aproximadament les 12 hores, Això passa de manera natural a la primavera, però pot ser induït a passar abans a través de la il·luminació artificial i la calefacció.
Es troba apte per a l'aparellament en complir els 7 mesos de vida, produint noves niuades fins a l'edat de 4 anys en el cas de les femelles, i 6 anys en el cas dels mascles.
Durant els últims dies d'hivern, es col·loca sola a una femella en una gàbia de cria, es divideix la gàbia pel mitg amb una reixeta o una xapa opaca i es col·loca un mascle al costat oposat on va quedar la femella. Seguidament, se l'inclou en la secció d'aquesta última una base de niu i el material perquè el construeixi, el qual pot contenir arpillera, cotó, jute, paper de seda, fils, plomes, fibres vegetals, pèls humans o de qualsevol mamífer, etc. En trobar tan pròxim a la femella, el mascle cantarà contínuament i de manera potent i variada, tractant de seduir a la seva possible parella. Quan s'observa una resposta favorable de la femella, com ara l'acceptar que el mascle l'alimenti de bec a bec a través dels barrots, es podrà córrer la reixeta prou per permetre que el mascle vagi a l'altre sector. Si encara ella no es troba en zel segurament se succeiran baralles, de manera que caldrà dividir-la novament, i reprendre l'intent després d'un parell de dies, o quan ella tingui la major part del niu construït, pel que serà més probable que accepti al mascle. Si la femella ja es troba en aquest període, la parella no entrarà en conflicte i aviat s'iniciaran les muntes per part del mascle.
Després d'uns 7 dies dels aparellaments, la femella comença a pondre, a un ritme d'un per dia, fins a totalitzar d'1 a 6 ous, generalment de 3 a 5, els que són de color grisenc a verd-blavós, esquitxats amb un puntejat variable de color marró o castany, la grandària mitjana és de 19 mm de llarg per 15 mm d'ample. Com en posar el seu segon o tercer ou la femella comença a incubar, alguns criadors retiren els primers 2 o 3 ous i els reemplacen amb ous falsos, fets de plàstic o porcellana, els que només seran novament, trocats pels reals quan la postura s'hagi completat. Això provoca que els ous s'incubin de manera sincronitzada, i es desclouen així tots alhora o en un període de poques hores, el que dona una taxa de supervivència major a causa de la menor disparitat en la mida dels pollets, el que portaria aparellat que alguns puguin morir per gana o aixafament. Cal tenir en compte que en els primers dies els pollets gairebé dupliquen la seva grandària cada dia.
El període d'incubació oscil·la entre 13 i 14 dies. Durant aquest temps, generalment la femella es mantindrà sobre el niu per mantenir la calor indispensable perquè pugui madurar un colomí a cada ou. Si bé tot aquest procés una mica la debilita, serà el mascle el que li porti l'aliment fins al niu. Finalment els colomins trenquen la closca, estant cecs i gairebé nus de plomes, excepte una mica de plomissol al dors i el cap. El seu creixement és notable, ja que amb només de 18 a 20 dies de vida ja tenen una grandària similar al dels seus pares, totalment emplumats i recorrent el pis de la gàbia.
Als 30 dies de vida ja poden menjar sols, per la qual cosa uns dies abans se'ls separa dels pares, amb l'objectiu que la mateixa parella faci una segona posta, si és que ja no l'ha fet al niu desocupat, perquè pot atacar els colomins volantons. Es col·loca a aquests en una gàbia enganxada a la dels pares, de manera que aquests puguin acabar d'alimentar-se a través dels barrots.

## Conservació
La població de canaris ha estat estimada de 80.000 a 90.000 parelles a les illes Canàries, de 30.000 a 60.000 parelles a les Açores, i de 4.000-5.000 parelles a Madeira.

### Poblacions assilvestrades
S'ha establert a l'atol Midway, al nord-oest de les illes de Hawaii, on va ser introduït per primera vegada el 1911. També es va introduir en el veí atol Kure, però no va aconseguir establir-se allí. L'espècie va ser introduïda a les Bermudes el 1930 i es va començar ràpidament a multiplicar, però la seva població va començar a declinar en la dècada de 1940 després que les cotxinilles devastessin els boscos de cedre de les Bermudes, de manera que per a la dècada de 1960 l'au s'havia extingit en aquestes illes. L'espècie també s'ha reproduït a Puerto Rico, però encara no s'ha establert allí.